# Insieme delle soluzioni
In matematica, un insieme delle soluzioni è l'insieme dei valori che soddisfano una o più equazioni e/o disequazioni.
Per esempio, in un insieme {\displaystyle \{f_{i}(x)=0\}} di equazioni polinomiali a coefficienti reali l'insieme delle soluzioni reali è il sottoinsieme di {\displaystyle \mathbb {R} } contenente i numeri che sono zeri di tutti i polinomi, formalmente:
{\displaystyle \{x\in R:\forall i\in I,f_{i}(x)=0\}.\ }
I simboli comunemente usati per indicare l'insieme delle soluzioni sono {\displaystyle S} o anche {\displaystyle \mathbb {S} }. Non si dimentichi che l'insieme delle soluzioni è un sottoinsieme e come tale dipende dall'insieme in cui è contenuto (insieme dei numeri reali {\displaystyle \mathbb {R} }, complessi {\displaystyle \mathbb {C} }, ecc.). Ad esempio, l'equazione {\displaystyle x^{2}=-1} ha insieme delle soluzioni vuoto: {\displaystyle S=\varnothing =\{\},} per {\displaystyle x\in \mathbb {R} ,} ma per {\displaystyle x\in \mathbb {C} } le soluzioni sono due e quindi ha insieme delle soluzioni: {\displaystyle S=\{\pm i\}}.
L'insieme delle soluzioni può:
- avere una sola soluzione;
- avere diverse o infinite soluzioni;
- non avere soluzioni.

## Esempi
Equazioni e soluzioni per {\displaystyle x,y\in \mathbb {R} } :
- {\displaystyle x=1,\qquad S=\left\{1\right\};}

- {\displaystyle x+2=5,\qquad S=\left\{3\right\};}

- {\displaystyle {\frac {1}{x^{2}}}=9,\qquad S=\{-{\tfrac {1}{3}};{\tfrac {1}{3}}\};}

- {\displaystyle x^{2}\leq 4,\qquad S=[-2;2]}, l'insieme delle soluzioni è un intervallo;

- {\displaystyle xy=1,\qquad S=\left\{\left(x;{\frac {1}{x}}\right)|x\neq 0\right\}}, l'insieme delle soluzioni è formato da coppie ordinate.

Un sistema di equazioni lineari:
- {\displaystyle \left\{{\begin{matrix}x&+&2y&=&8\\2x&+&y&=&7,\end{matrix}}\right.\qquad S=\{(2,3)\}.}

## Curiosità
In geometria algebrica, gli insiemi delle soluzioni di equazioni polinomiali sono usati per definire la topologia di Zariski (vedere varietà algebrica).